# 12e régiment de tirailleurs sénégalais
Pour les articles homonymes, voir 12e régiment.
Le 12e régiment de tirailleurs sénégalais (ou 12e RTS) est un régiment de l'Armée de terre française. Formé de tirailleurs sénégalais, il participe à la guerre du Rif et à la Seconde Guerre mondiale.

## Création et différentes dénominations
- 1920 : Création, en Turquie, du 12e régiment de tirailleurs sénégalais à partir des :
  - 124e bataillon de tirailleurs sénégalais
  - 129e bataillon de tirailleurs sénégalais
  - 130e bataillon de tirailleurs sénégalais
- 1923 : Renommé 12e régiment de tirailleurs coloniaux
- 1926 : Redevient 12e régiment de tirailleurs sénégalais
- 1939 : Dissolution le 1er décembre, recréation le 15 du mois
- 1940 : Dissolution
- 1944 : Recréation du 12e régiment de tirailleurs sénégalais
- 1946 : Dissolution

## Historique des garnisons, combats et batailles du12eRTS

### Entre-deux-guerres
Le régiment est créé le 1er septembre ou le 1er octobre 1920 en Turquie, par fusion des 124e, 129e et 130e BTS déployés dans l'ancien empire ottoman depuis octobre 1918. Il participe à l'occupation de la zone neutralisée des détroits de la région de Constantinople. Il mène des opérations de gestion des camps de transit de réfugiés de la guerre civile russe à Lemnos, Gallipoli, Monib-Bey-Déré et Halki. En plus de ses tâches d'occupation, le régiment est pris dans le contexte de la guerre d'indépendance turque.
Après la signature du traité de Lausanne le 24 juillet 1923 qui entérine la victoire turque, le régiment quitte la Mer Égée en septembre-octobre 1923.
Du 1er mai 1923 au 22 février 1926, il prend le nom de 12e régiment de tirailleurs coloniaux.
En mai 1925, le régiment quitte Marseille pour participer à la guerre du Rif au Maroc. Il y méritera l'inscription « Maroc : 1925-1926 » sur son drapeau. Le régiment défend notamment, avec sa 6e compagnie, le poste d'Aïn-Bou-Aïssa, pris par les Rifains le 30 juillet 1925 après un siège commencé le 15 juin. Entre son arrivée au Maroc et janvier 1926, pour un effectif moyen de 2 225 hommes, le 12e RTC déplore 57 morts, 54 blessés et 107 disparus.
Revenu en France en novembre 1926, le régiment stationne dans divers camps du sud de la France avant de s'implanter en 1928 à La Rochelle et Saintes,. Il fait partie à la fin de l'entre-deux-guerres de la 1re brigade coloniale de la 1re division d'infanterie coloniale (état-major de la brigade à La Rochelle, état-major de la division à Bordeaux). 

### Seconde Guerre mondiale

#### Mobilisation
Au 27 août 1939, la compagnie de commandement du 12e régiment de tirailleurs sénégalais est formée à La Rochelle et Saintes, elle est constituée en grande partie de réservistes.
Le 30 août 1939 arrivée du lieutenant-colonel Perretier.
Le 31 août 1939 départ du colonel Baudin qui va prendre le commandement de l'ID de la 1re DIC ; arrive également le capitaine Chabrelie qui prend les fonctions de médecin chef en remplacement du Capitaine Breteau passé au 3e bataillon.
- Perretier lieutenant-colonel, commandant le régiment:
- Colin capitaine, chef d'état-major
- Freund Paul (30 janvier 1898 - 18 mai 1940) Capitaine. Décèdera à Beaumont en Argonne)
- Les lieutenants : Casaula, Guichard et Vallentin, officier d'SM[Quoi ?]
- Gaborit lieutenant, officier de liaison
- Chabrelie capitaine, médecin chef
- Guérit lieutenant, vétérinaire
- Babel capitaine, commandant la compagnie
- Guillet lieutenant, Pionnier
- Messmer sous-lieutenant, chef transmissions
- Cortadellas sous-lieutenant, éclaireur motos
- Graff Commandant, chef de bataillon

Ces officiers sont relayés par : 2 adjudants-chef, 2 adjudants, 3 sergents chef, 19 sergents, 9 caporaux-chef, 10 caporaux, 1 sergent indigène, 5 caporaux indigènes.
Le 17 septembre 1939 le lieutenant-colonel est promu colonel.
Le 12e RTS est l'un des trois régiments d'infanterie de la 1re division d'infanterie coloniale. Cette division est placée en réserve de la 2e armée qui doit en premier lieu protéger la ligne Maginot d'une manœuvre tournante.

#### Hivernage
Il passe l'hiver 1939-1940 à Marseille. Le régiment est dissout le 1er décembre 1940 pour former le 12e régiment d'infanterie coloniale mais est recréé le 15 décembre. Il retourne auprès de la 1re DIC en avril.

#### Bataille de France
Le 12e RTS combat dans les Ardennes et sur la Meuse participant aux combats de Beaumont-en-Argonne, Brillon-en-Barrois, Bourmont. Entre le 18 et le 21 juin 1940, ces tirailleurs sont faits prisonniers au sud de Sion (Meurthe-et-Moselle), alors qu'ils opèrent un repli sur les Vosges.
Dans la nuit du 15 au 16 juin 1940, lors de la deuxième phase de la campagne de France, des soldats allemands, appartenant probablement à la 6e Panzerdivision, massacrèrent dans la forêt de Brillon une cinquantaine de tirailleurs sénégalais prisonniers, dont de nombreux blessés, appartenant au 12e régiment de tirailleurs sénégalais.
Le 19 juin 1940 un bataillon du 12e RTS sous les ordres du commandant Graff doit stopper l'avancée allemande au niveau du pont du village d'Harréville-les-Chanteurs, dans la Haute-Marne. Le bataillon se battit jusqu'au bout mais fut décimé. Un monument à la mémoire des tués du bataillon rappelle ce fait d'armes.

### De 1945 à nos jours
Recréé le 1er mai 1944 pour servir de troupe de souveraineté au Maroc, son drapeau défile cependant le 11 novembre 1944 à Marseille. Il est dissous le 25 mai 1946.
Ses traditions sont reprises en 1958 sous le nom de 72e régiment d'infanterie de marine,.

## Drapeau
Il porte l'inscription Maroc 1925-1926.

## Insigne
L'insigne du régiment, créé à La Rochelle en 1937 et homologué en 1945, présente un écu aux armes de La Rochelle.

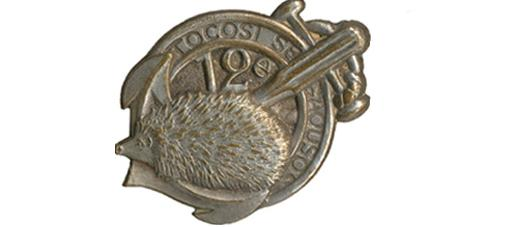
L'insigne au porc-épic, conçu pour le en 1939 et adopté par le.

Un autre insigne, prévu en 1939 pour le régiment, est adopté par le 12e régiment d'infanterie coloniale : un porc-épic avec la devise Tocosi se gaousos (touche si tu l'oses).

## Personnalités ayant servi au sein de l'unité
- Dominique Parsuire, résistant, sous-lieutenant de réserve au régiment en 1924[19] ;

- Georges Koudoukou, au 12e RTS de 1929 à 1931[20] ;
- Jacques Massu, lieutenant en 1934[21] ;

- Pierre Messmer, en 1937-1939, alors sous-lieutenant[réf. souhaitée] ;
- Addi Bâ, soldat engagé volontaire au régiment en 1939, devenu adjudant et l'un des premiers résistants du massif des Vosges[22] ;
- Guy Le Coniac de La Longrays, en mai et juin 1940 comme aspirant, plus tard compagnon de la Libération[23].
- Pierre Poletti (1894-1971), Compagnon de la Libération.